# Articulated Light Rail Vehicle
| TTC ALRV             | TTC ALRV           |
| -------------------- | ------------------ |
|                      |                    |
| TTC ALRV             |                    |
| Ville                | Toronto, Ontario   |
| Exploitant           | TTC                |
| Année d’exploitation | 1987 à aujourd’hui |

L’ALRV ou Articulated Light Rail Vehicle était un type de tramway utilisé par le Toronto Transit Commission (TTC) de Toronto au Canada.
Ce tramway a été construit par CanCar Rail, appartenant à Urban Transportation Development Corporation (UTDC) (aujourd’hui Bombardier) de Kingston au Canada.
L’ALRV est une version rallongée de la plate-forme du CLRV mis en service en 1977 dans la même ville. Le premier modèle, le 4200, a été mis en service en 1987.
Un modèle de démonstration, le 4900, avec pantographe, a été construit et utilisé par la TTC en 1984 pour des essais sur le terrain. Après ces évaluations, il a été rendu à UTDC et a été abandonné.
Le dernier jour de service des voitures ALRV a eu lieu le 2 septembre 2019. La TTC conservera une voiture ALRV pour des voyages spéciaux et des cérémonies. Le dernier jour de service de la voiture CLRV a eu fin le 29 décembre 2019.

## Spécifications de ALRV
- Constructeur : UTDC
- Année de fabrication : 1987-1988
- Numéro de série : 4200 à 4251 et 4900 (démo)
- Nombre en service : 52 sans le modèle d’essai
- Longueur : 26,33 m
- Poids : 47 655 kg (en service)
- Capacités : 61 places assises à 155 maxi
- Motorisation : Moteurs Brown Boveri en 2 600 V dc : 4 x 88 cv (65 kW)
- Écartement des rails : 1,495 m
- Freins : WABCO